# Authieule
Authieule és un municipi francès situat al departament del Somme i a la regió dels Alts de França. L'any 2007 tenia 339 habitants.

## Demografia

### Població

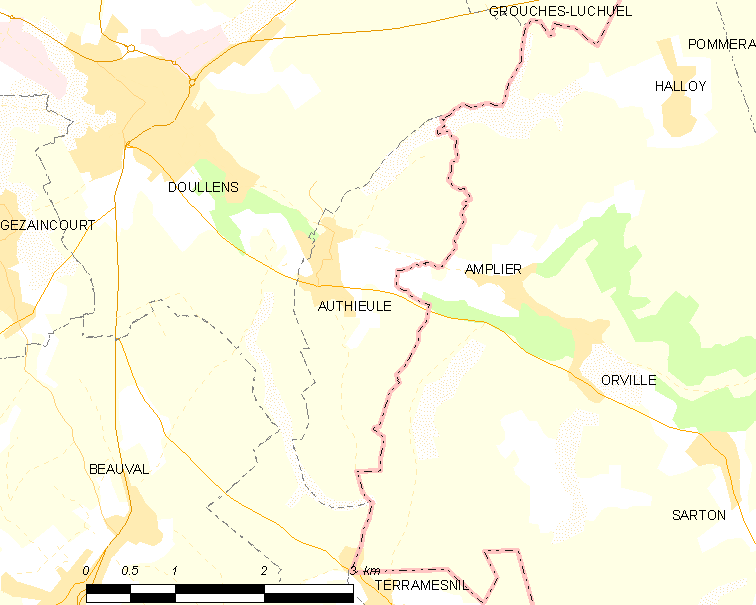
mapa del municipi

El 2007 la població de fet d'Authieule era de 339 persones. Hi havia 121 famílies de les quals 19 eren unipersonals (11 homes vivint sols i 8 dones vivint soles), 45 parelles sense fills, 49 parelles amb fills i 8 famílies monoparentals amb fills.
La població ha evolucionat segons el següent gràfic:
Habitants censats

### Habitatges

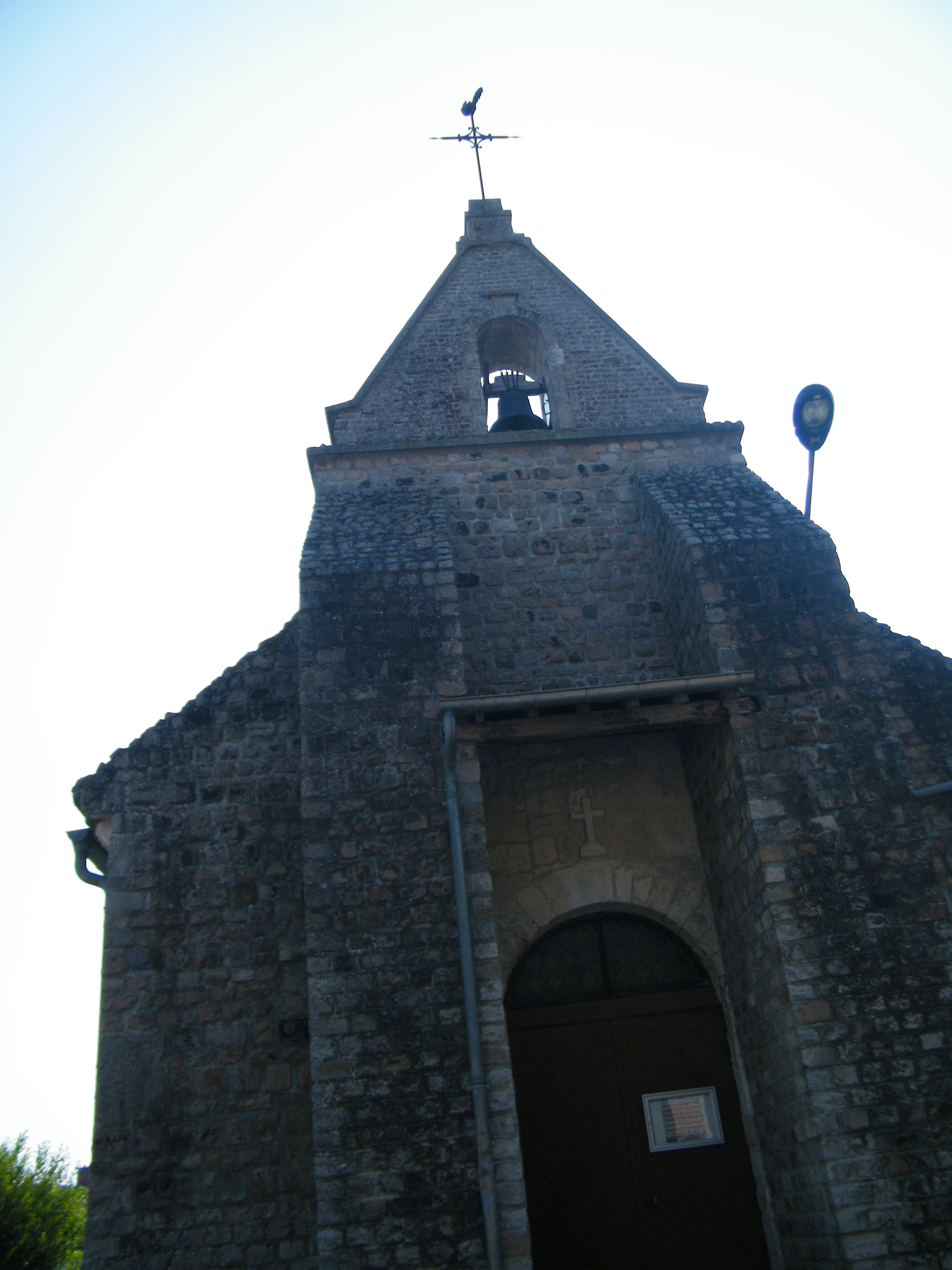
església

El 2007 hi havia 147 habitatges, 129 eren l'habitatge principal de la família, 8 eren segones residències i 10 estaven desocupats. 144 eren cases i 1 era un apartament. Dels 129 habitatges principals, 112 estaven ocupats pels seus propietaris, 13 estaven llogats i ocupats pels llogaters i 4 estaven cedits a títol gratuït; 1 tenia dues cambres, 17 en tenien tres, 34 en tenien quatre i 77 en tenien cinc o més. 103 habitatges disposaven pel capbaix d'una plaça de pàrquing. A 52 habitatges hi havia un automòbil i a 65 n'hi havia dos o més.

### Piràmide de població

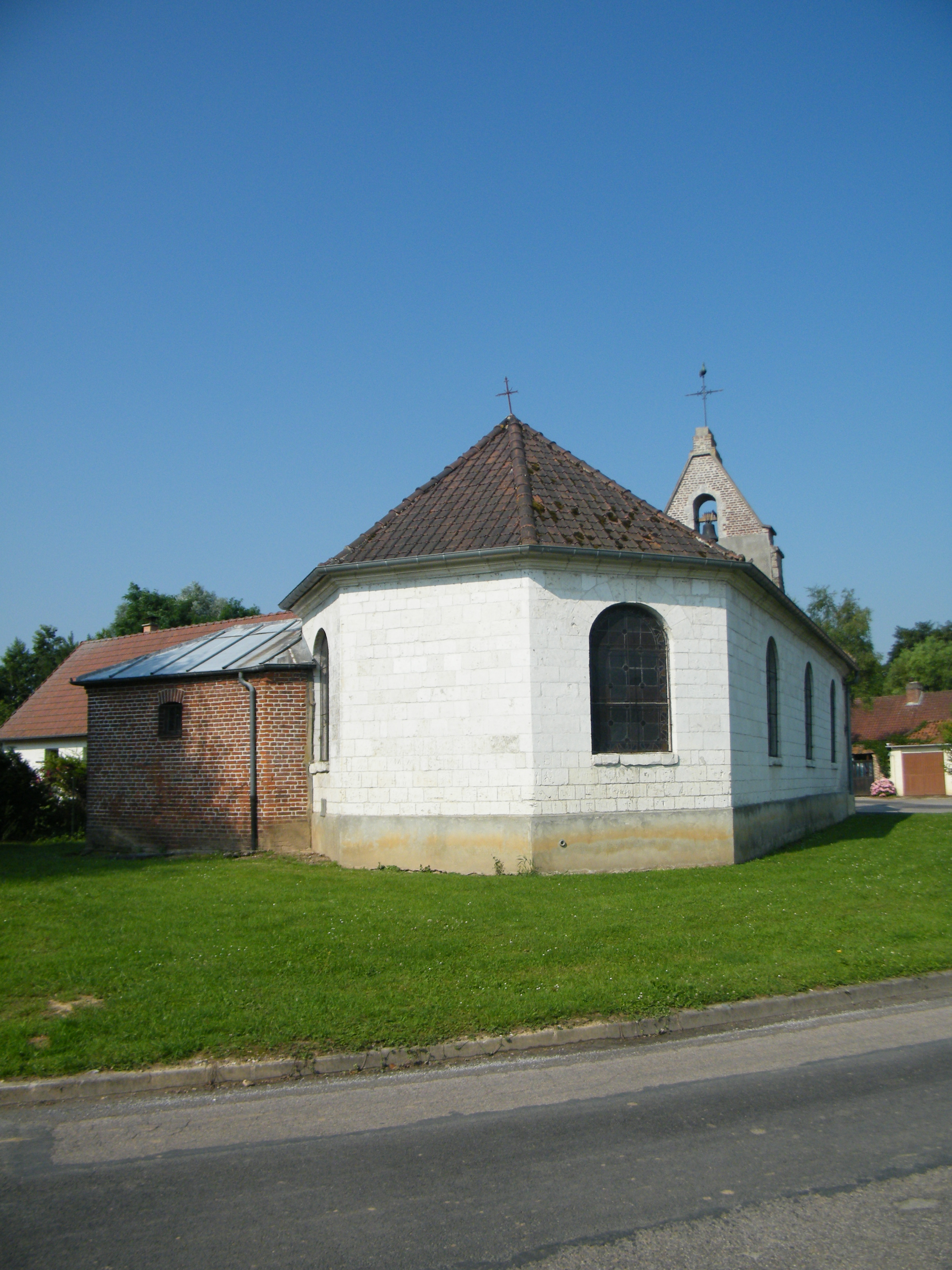

La piràmide de població per edats i sexe el 2009 era:
| Homes | Edats   | Dones |
| ----- | ------- | ----- |
| 0     | 95 o +  | 0     |
| 0     | 90 a 94 | 0     |
| 4     | 85 a 89 | 4     |
| 4     | 80 a 84 | 8     |
| 4     | 75 a 79 | 8     |
| 0     | 70 a 74 | 4     |
| 4     | 65 a 69 | 8     |
| 8     | 60 a 64 | 8     |
| 12    | 55 a 59 | 8     |
| 24    | 50 a 54 | 12    |
| 20    | 45 a 49 | 36    |
| 8     | 40 a 44 | 12    |
| 4     | 35 a 39 | 0     |
| 4     | 30 a 34 | 12    |
| 8     | 25 a 29 | 4     |
| 24    | 20 a 24 | 8     |
| 28    | 15 a 19 | 28    |
| 12    | 10 a 14 | 4     |
| 12    | 5 a 9   | 0     |
| 8     | 0 a 4   | 12    |

## Economia

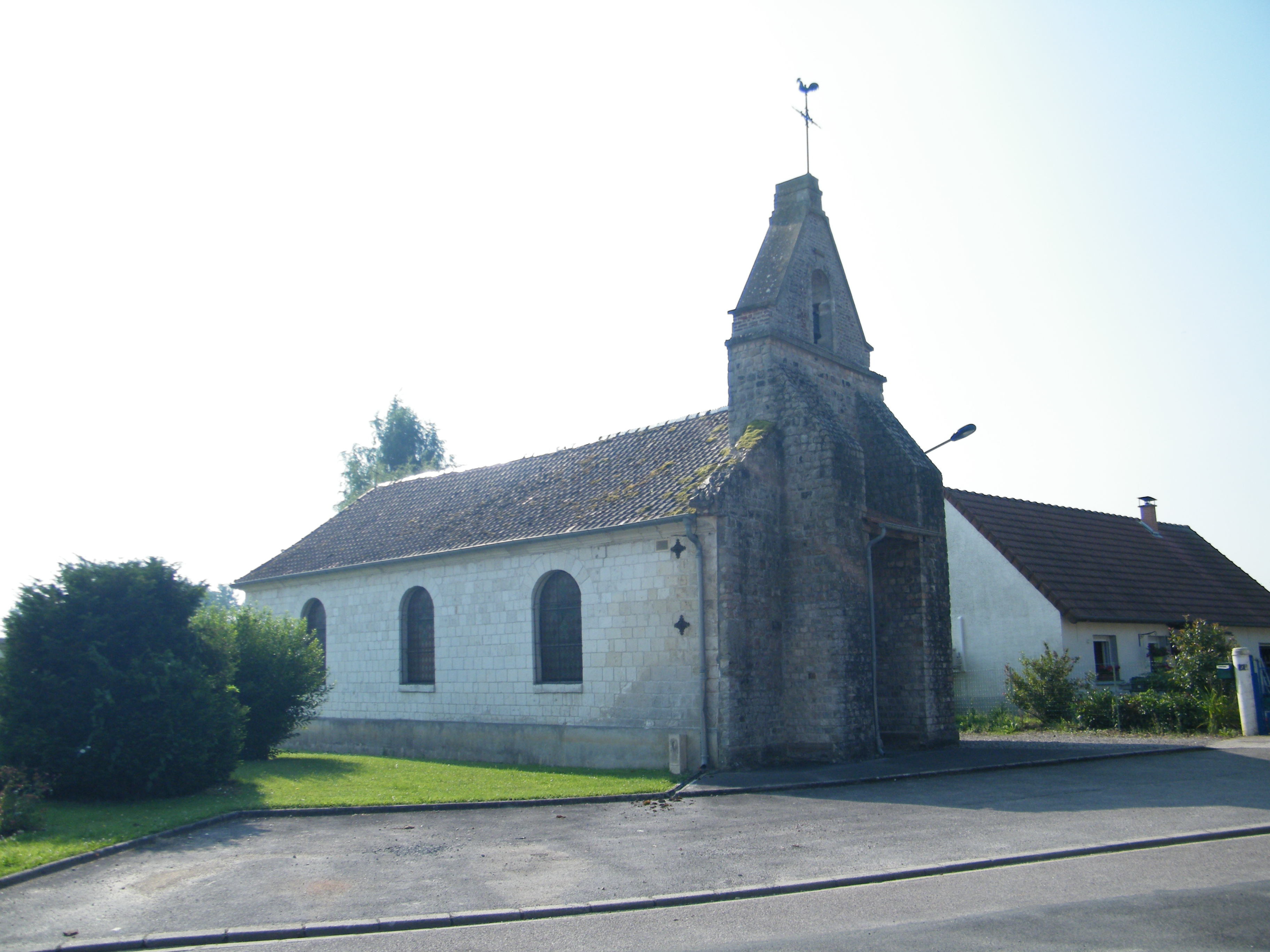

El 2007 la població en edat de treballar era de 216 persones, 148 eren actives i 68 eren inactives. De les 148 persones actives 128 estaven ocupades (68 homes i 60 dones) i 19 estaven aturades (11 homes i 8 dones). De les 68 persones inactives 33 estaven jubilades, 17 estaven estudiant i 18 estaven classificades com a «altres inactius».

### Ingressos
El 2009 a Authieule hi havia 135 unitats fiscals que integraven 357 persones, la mediana anual d'ingressos fiscals per persona era de 16.108 €.

### Activitats econòmiques
Dels 4 establiments que hi havia el 2007, 2 eren d'empreses de construcció i 2 d'empreses d'hostatgeria i restauració.
Dels 2 establiments de servei als particulars que hi havia el 2009, 1 era una lampisteria i 1 restaurant.
L'any 2000 a Authieule hi havia 6 explotacions agrícoles.

## Equipaments sanitaris i escolars

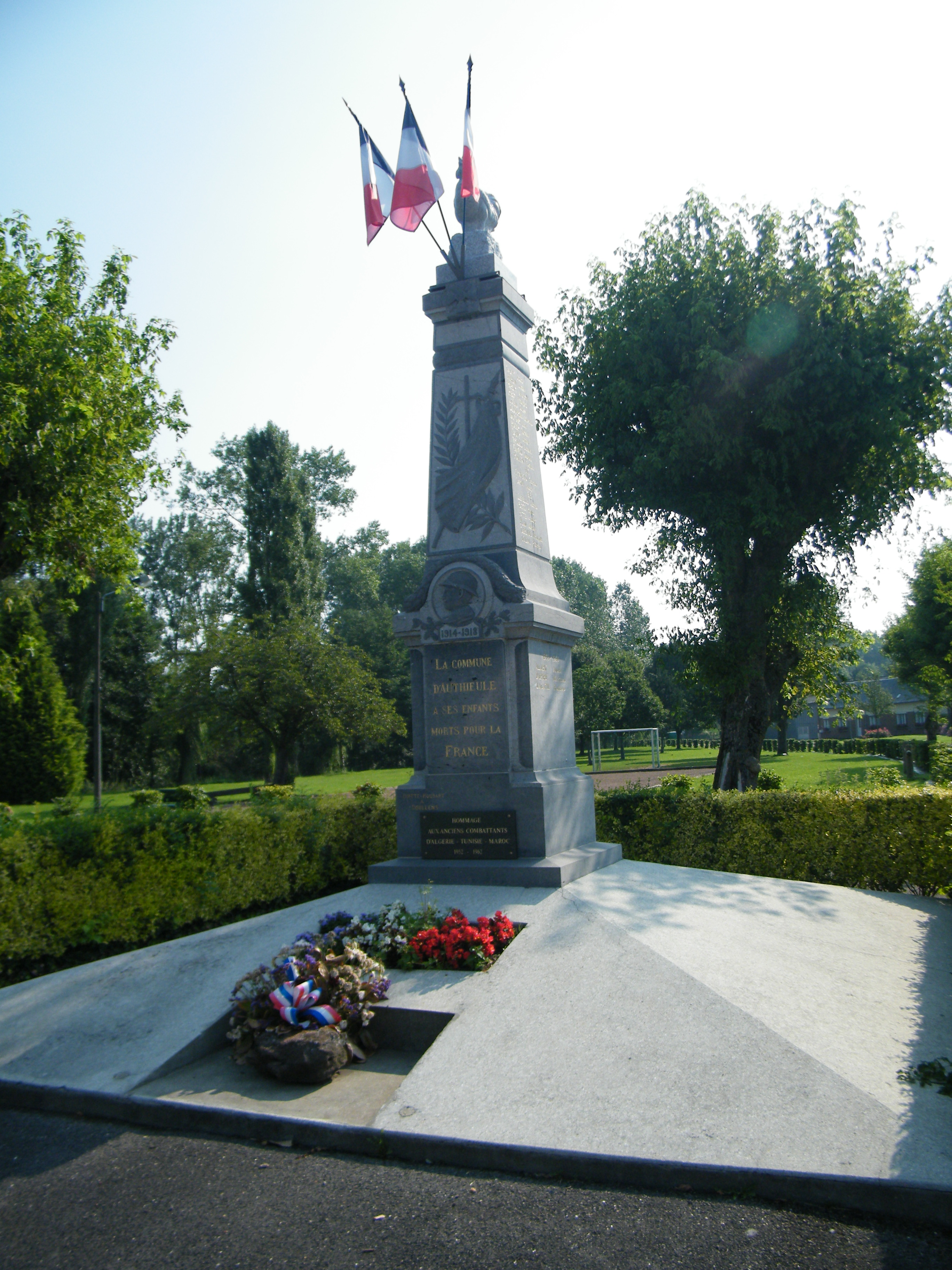

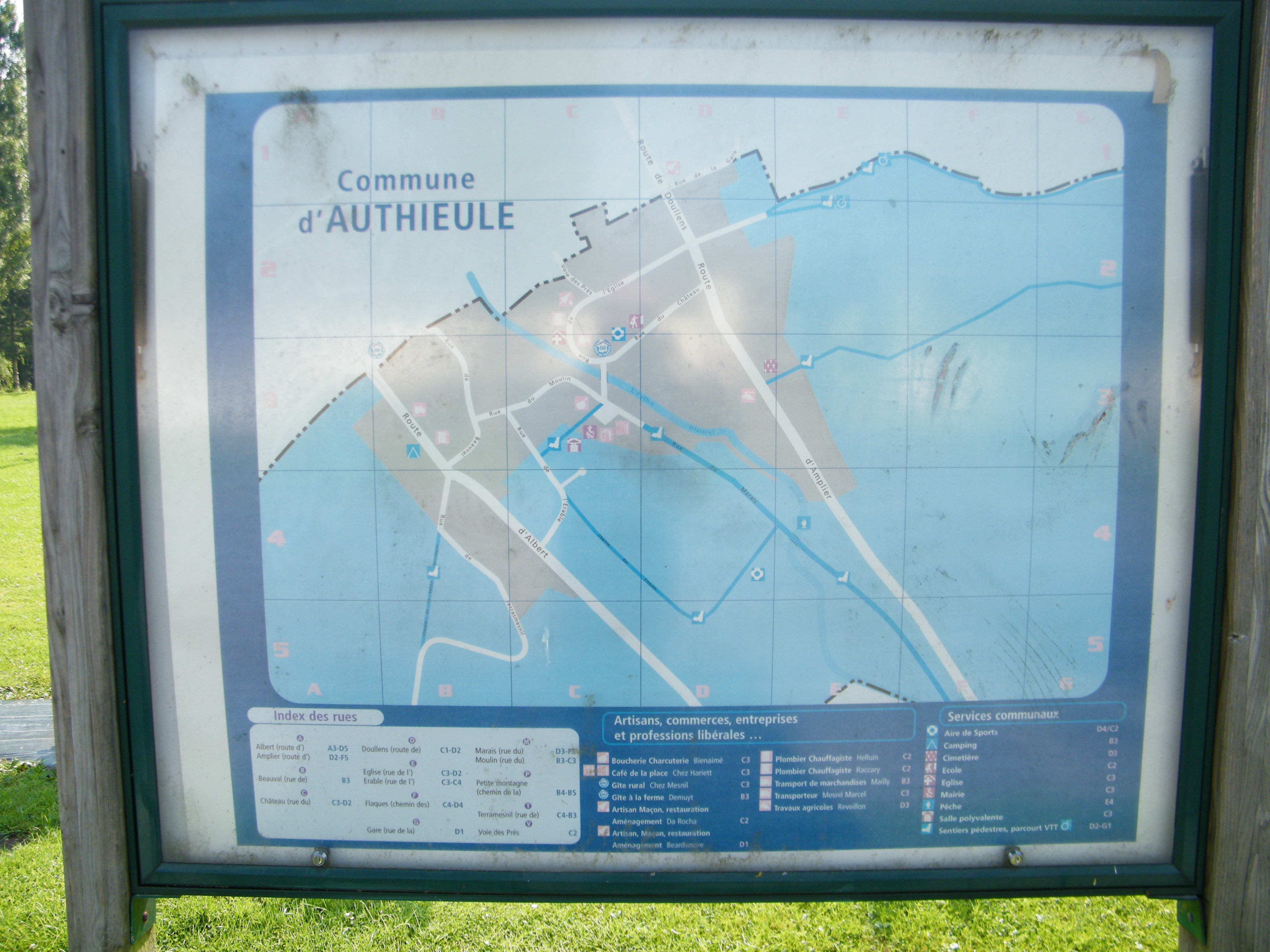

El 2009 hi havia una escola elemental integrada dins d'un grup escolar amb les comunes properes formant una escola dispersa.

## Poblacions més properes
El següent diagrama mostra les poblacions més properes.